# المركز الثقافي الإسلامي الإيرلندي
المركز الثقافي الإسلامي في أيرلندا أو ICCI (بالإرلندية: Ionad Cultúrtha Ioslamach na hÉireann) هو مجمع إسلامي، يحتوي على مسجد، يوجد في كونسكاي، بايرلندا. يتم تمويلها من قبل مؤسسة آل مكتوم في دبي ولها توجه سني.

## تشكيل
في عام 1992 وافق الشيخ حمدان بن راشد آل مكتوم، نائب حاكم دبي ووزير المالية والصناعة في دولة الإمارات العربية المتحدة، على تمويل قطعة أرض بما في ذلك مبنى لإيواء مدرسة، ثم وافق لاحقًا على رعاية بناء مبنى إسلامي في نفس الموقع. في ذلك الوقت، كان يعيش 4000 مسلم في أيرلندا. بدأ إنشاء المركز الثقافي الإسلامي في عام 1994 وافتتح رسمياً في 16 نوفمبر 1996 من قبل الرئيسة ماري روبنسون والشيخ حمدان آل مكتوم. يقع بجوار كلية دبلن الجامعية. يضم المسجد والمركز الثقافي قاعة الصلاة الرئيسية، ومطعم، ومكتبة، وغرف اجتماعات، ومرافق دفن، ومدرسة نور الهدى القرآنية، وغرفة نادي الشباب، وقاعة مناسبات للأنشطة والمؤتمرات الرياضية، ومكاتب إدارية ومتجر. توجد مدرسة ابتدائية أيضًا في المبنى.
تم تصميم المركز الثقافي الإسلامي من قبل شركة الهندسة المعمارية الأيرلندية Michael Collins &) Associates). يعتمد التصميم على مربع مقسم إلى تسعة مربعات أصغر، مع وضع المسجد في الوسط. المبنى عبارة عن هيكل فولاذي مع حشو من الطوب ومفصل بالفولاذ المقاوم للصدأ.

## المنظمات والأنشطة
المدير التنفيذي المركز الثقافي الإسلامي هو نوح القدو، وهو مواطن عراقي انتقل من ليفربول إلى دبلن في عام 1997 لإدارة المركز الثقافي الإسلامي. إمام المركز الثقافي الإسلامي هو حسين حلاوة، الذي جاء إلى أيرلندا من مصر عام 1996 وهو أيضًا رئيس مجلس الأئمة الإيرلندي. تستضيف الغرفة الإسلامية للتجارة والصناعة المقر الرئيسي لـ ECFR.
يستضيف المركز الثقافي الإسلامي المدرسة الوطنية الإسلامية، وهي مدرسة ابتدائية ممولة من الدولة، ذات روح إسلامية وتضم أكثر من 260 تلميذاً. القسم الديني برعاية مؤسسة آل مكتوم.
كان المركز يضم المقر الرئيسي للرابطة الدولية لعلماء المسلمين (فيما بعد الاتحاد الدولي لعلماء المسلمين) قبل أن ينتقل إلى قطر.
كما يستضيف المركز الثقافي الإسلامي الإيرلندي الكلية الأوروبية للدراسات الإسلامية التي تعقد دورات بالمراسلة لمؤسسة مركزية أخرى لاتحاد المنظمات الإسلامية في أوروبا (FIOE)، وهو المعهد الأوروبي للعلوم الإنسانية. يقول المحللون أن FIOE مظلة لمنظمات الإخوان المسلمين في أوروبا.

## روابط خارجية
- موقع المركز الثقافي الإسلامي الإيرلندي